# جانت براون
جانت براون (به انگلیسی: Janet Brown) (زاده ۱۴ دسامبر ۱۹۲۳-درگذشته ۲۷ مهٔ ۲۰۱۱) بازیگراسکاتلندی بود.
از فیلم‌های معروف او می‌توان به بازی در فیلم فقط بخاطر چشمان تو اشاره کرد.